# Couleur (robe de chat)
Pour les articles homonymes, voir Couleur (homonymie).
La couleur de la robe du chat désigne les huit à neuf couleurs que peuvent prendre les robes des chats et qui s'allient au patron. Les couleurs de bases du chat sont le noir, le chocolat, le cannelle et le roux. Des gènes dits « de dilution » modifient la couleur de base pour donner respectivement le bleu, le lilas, le faon et le crème. La robe du chat est un critère de sélection important pour de nombreuses races de chat et constitue une part importante de l'élevage félin.

## Nomenclature
Seules neuf couleurs sont admises par le LOOF (Livre officiel des origines félines, en France) :
- Noir (Seal chez les colourpoint) ;
- Bleu : gris-ardoise, issu d'une « dilution » du noir ;
- Chocolat : plusieurs variations du brun ;
- Lilas (Lilac) : c'est un beige rosé très pâle, dilution de la couleur chocolat ;
- Cannelle (Cinnamon ou Sorrel) : un brun-roux surtout présent chez les orientaux ;
- Fauve (Fawn) : beige clair tirant sur le roux, dilution de la couleur cannelle ;
- Roux (Red) : c'est le roux orangé commun, porté par le chromosome X ;
- Crème : dilution du rouge ;
- Blanc.

L'Ambre, l'ambre clair et l'abricot sont reconnues depuis le 12 mars 2009 et uniquement pour le norvégien. 

## Blanc dominant

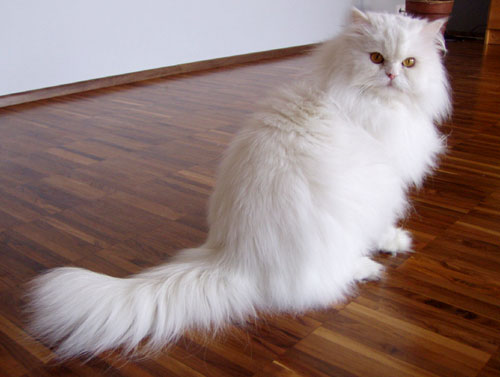
Un persan blanc.

Chez le chat, la couleur blanche se réfère à une robe de chat entièrement blanche. L'ensemble du pelage est blanc. Les coussinets, le nez et l'intérieur des oreilles sont roses. Les yeux peuvent être de couleur jaunes, vert, bleus ou vairons. Les poils blancs révèlent une absence de pigments. Il est codé par le gène W, le « blanc dominant ». 
2,4 % des chats de race enregistrés au Livre officiel des origines félines (LOOF) sont blanc dominant.
Les patrons particolores, dits à panachures blanches, et colourpoint, dit motif à pointes, font apparaître des poils blancs dans la robe. Toutefois, des poils pigmentés apparaissent toujours.

## Couleurs de base

### Trois variantes de brun

#### Robe noire

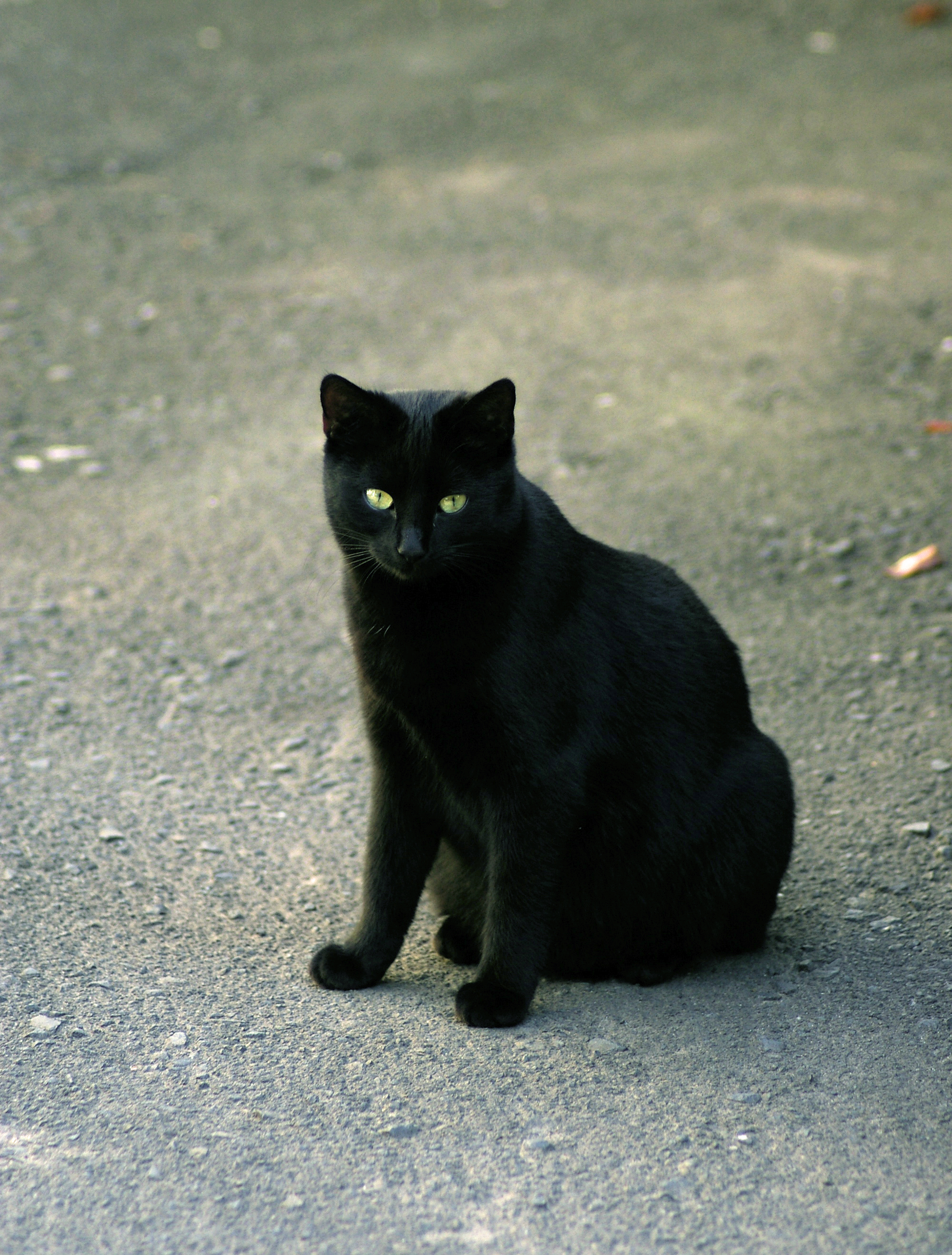
Un chat de gouttière noir.

La robe de couleur noire s'exprime de façon différente selon les patrons. Un chat uni sera entièrement de couleur noire, avec des coussinets et le nez noir. Un chat tabby noir peut présenter des marques noires sur fond marron (appelé brown tabby) ou des marques noires sur fond gris argenté (appelé black silver tabby) ; le nez est alors de couleur brique. Par l'action du motif colorpoint, la couleur peut être rejetée sur le visage, la queue et les pattes : cette couleur est appelée seal point.
La robe noire sous toutes ses formes représente 31,3 % des chats de races enregistrés au LOOF entre 2003 et 2012. En effet, le seal point représente 6,1 % des chats de races, le brown blotched tabby 3,3 %, le noir uni 2,8 %, le black silver shaded 2,8 %, black chinchilla 2,3 %, brown spotted tabby 2,3 %, brown mackerel tabby 1,9 %, brown blotched tabby & blanc 1,8 %, seal tabby point 1,7 %, noir et blanc 1,7 %, brown mackerel tabby & blanc et black silver blotched tabby (1,6 % chacun), black golden shaded 1,4%.

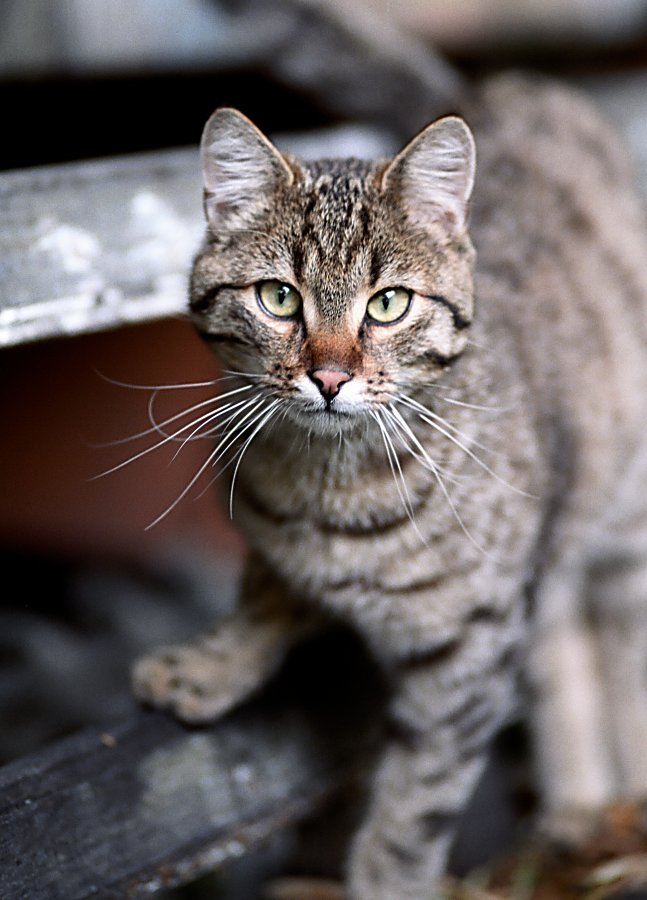
Un chat de gouttière brown tabby.
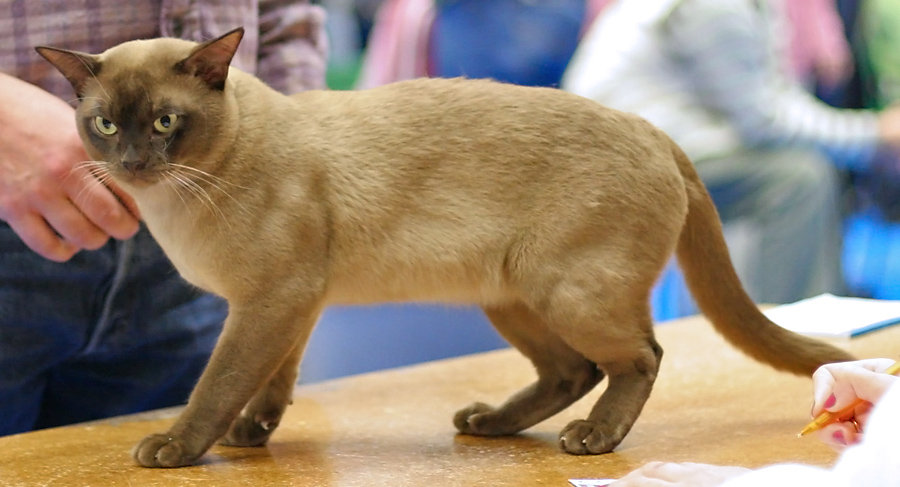
Un burmese européen noir. L'action du patron à pointe burmese dilue le noir en un brun chaud.
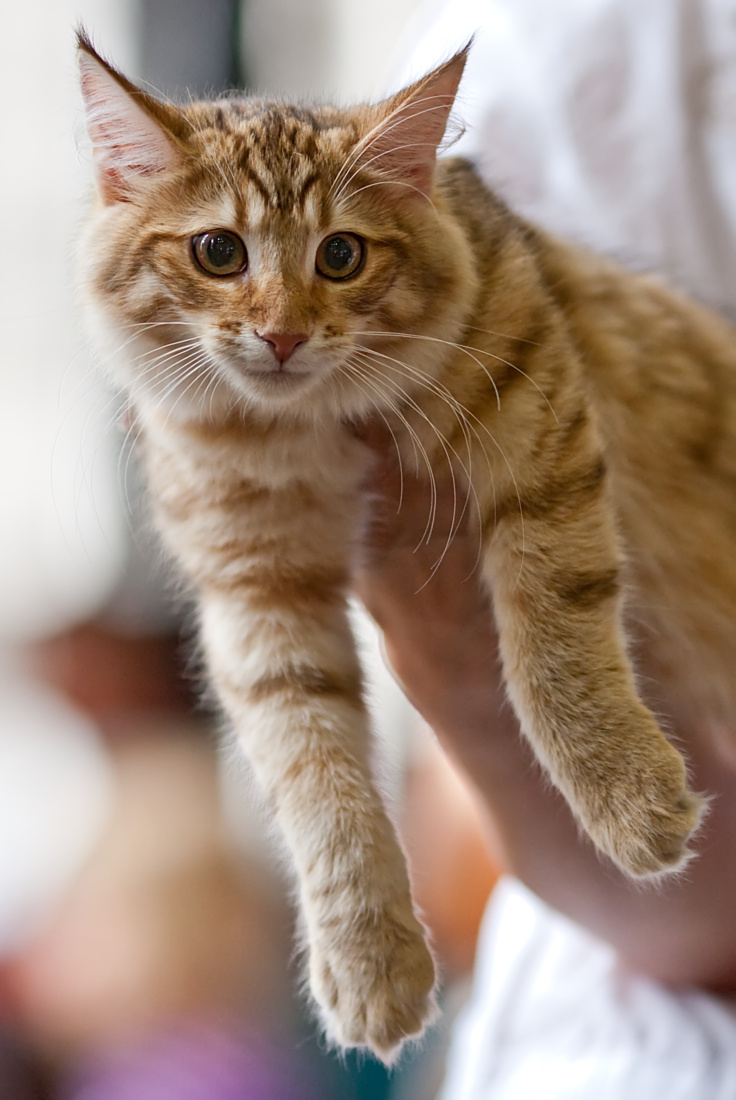
Un norvégien ambre noir. L'ambre modifie totalement la couleur du noir.
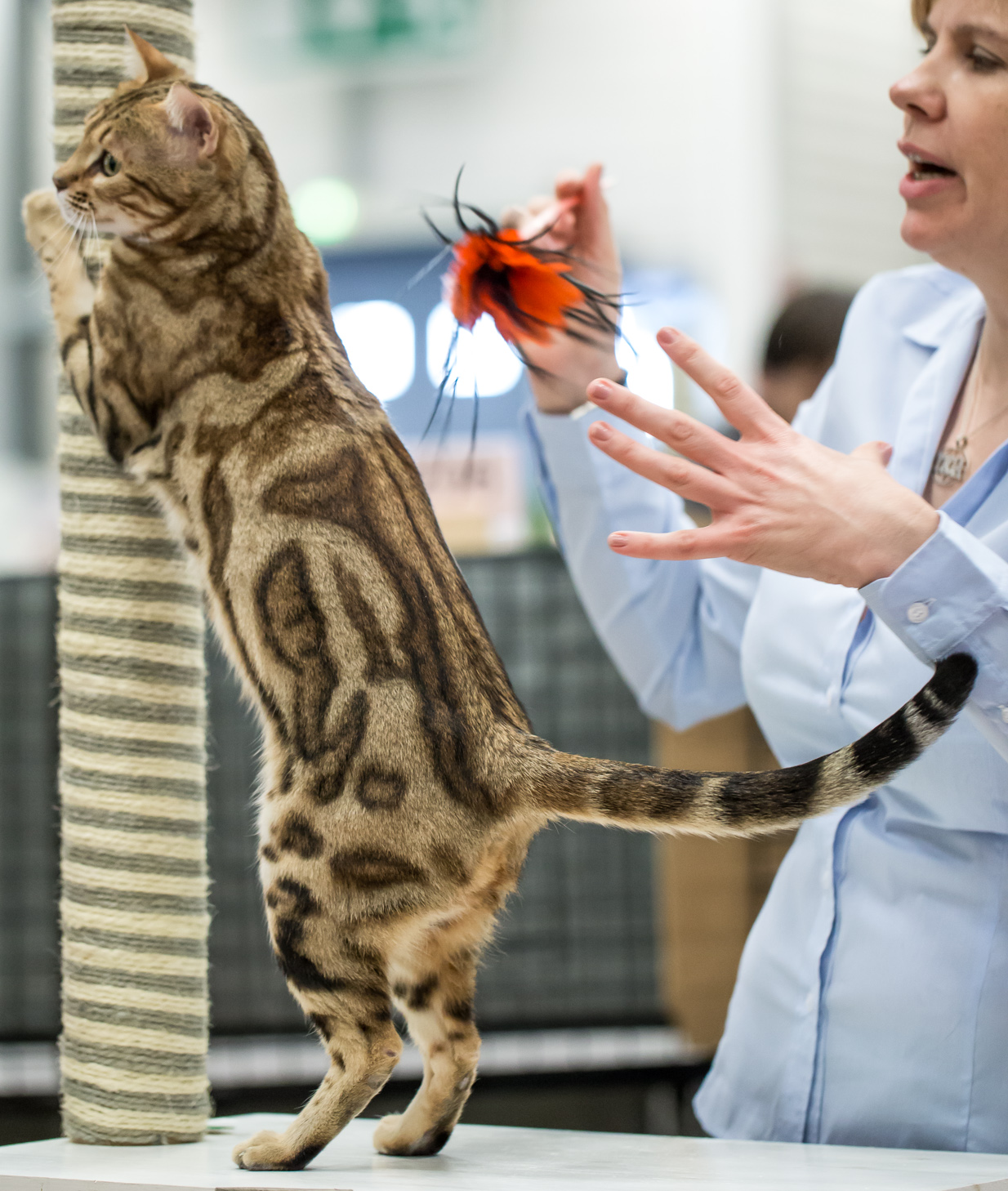
Un bengal blotched tabby. L'apparition des rosettes sur la robe du bengal atténue le noir, qui se retrouve cependant à l'extrémité de la queue.
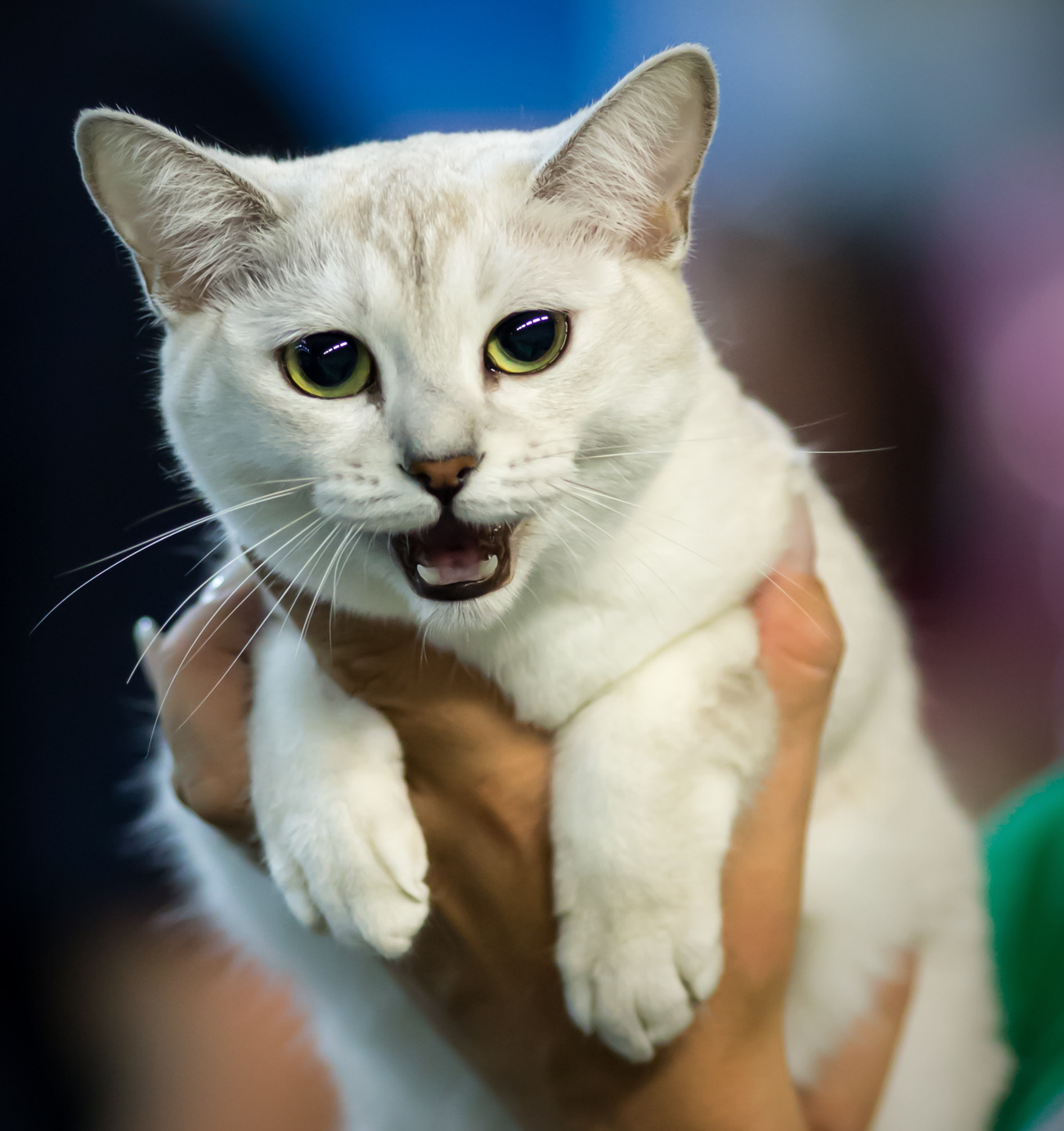
L'action de plusieurs gènes tels que le silver et le smoke qui repoussent la couleur à l'extrémité du poil et le colourpoint qui repoussent la couleur sur la face et l'extrémité des membres peut totalement modifier la couleur du chat. Oui, ce burmilla est bien génétiquement noir.

#### Robe chocolat

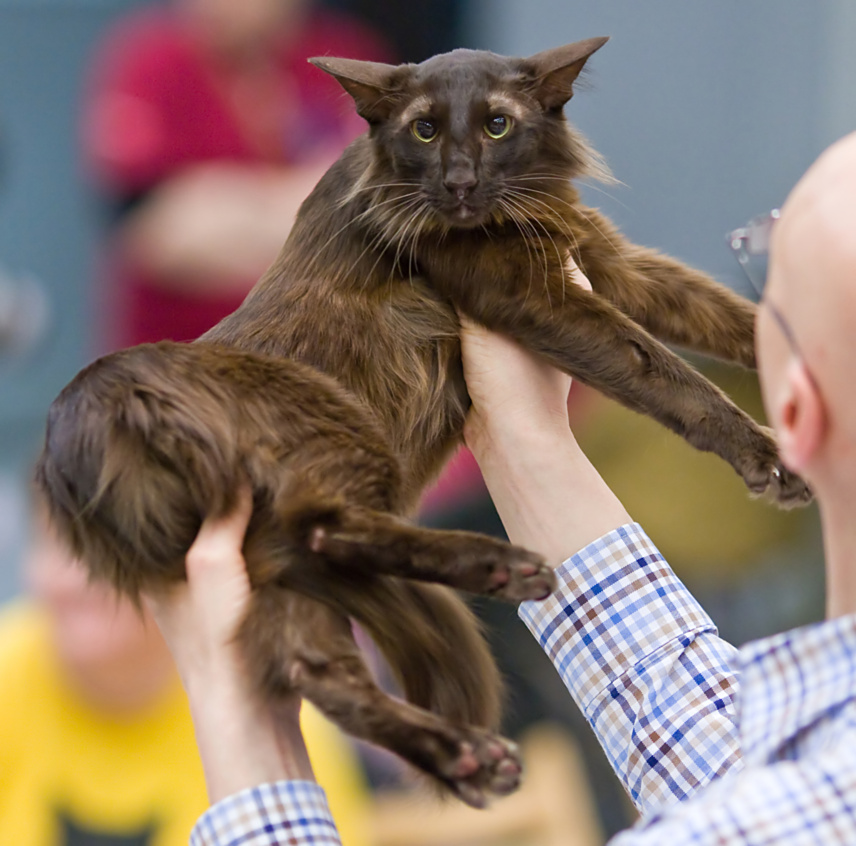
Un oriental longhair chocolat.

La robe de couleur chocolat s'exprime de façon différente selon les patrons. Un chat uni sera entièrement de couleur marron chaud, avec des coussinets et le nez marron foncé. Par l'action du motif colorpoint, la couleur peut être rejetée sur le visage, la queue et les pattes : cette couleur est appelée chocolate point.
La robe chocolat est très peu représentée parmi les chats de races enregistrés au LOOF entre 2003 et 2012. En effet, le chocolate point représente 1,6 % des chats de races et les autres variantes moins d'un pour cent des enregistrements.

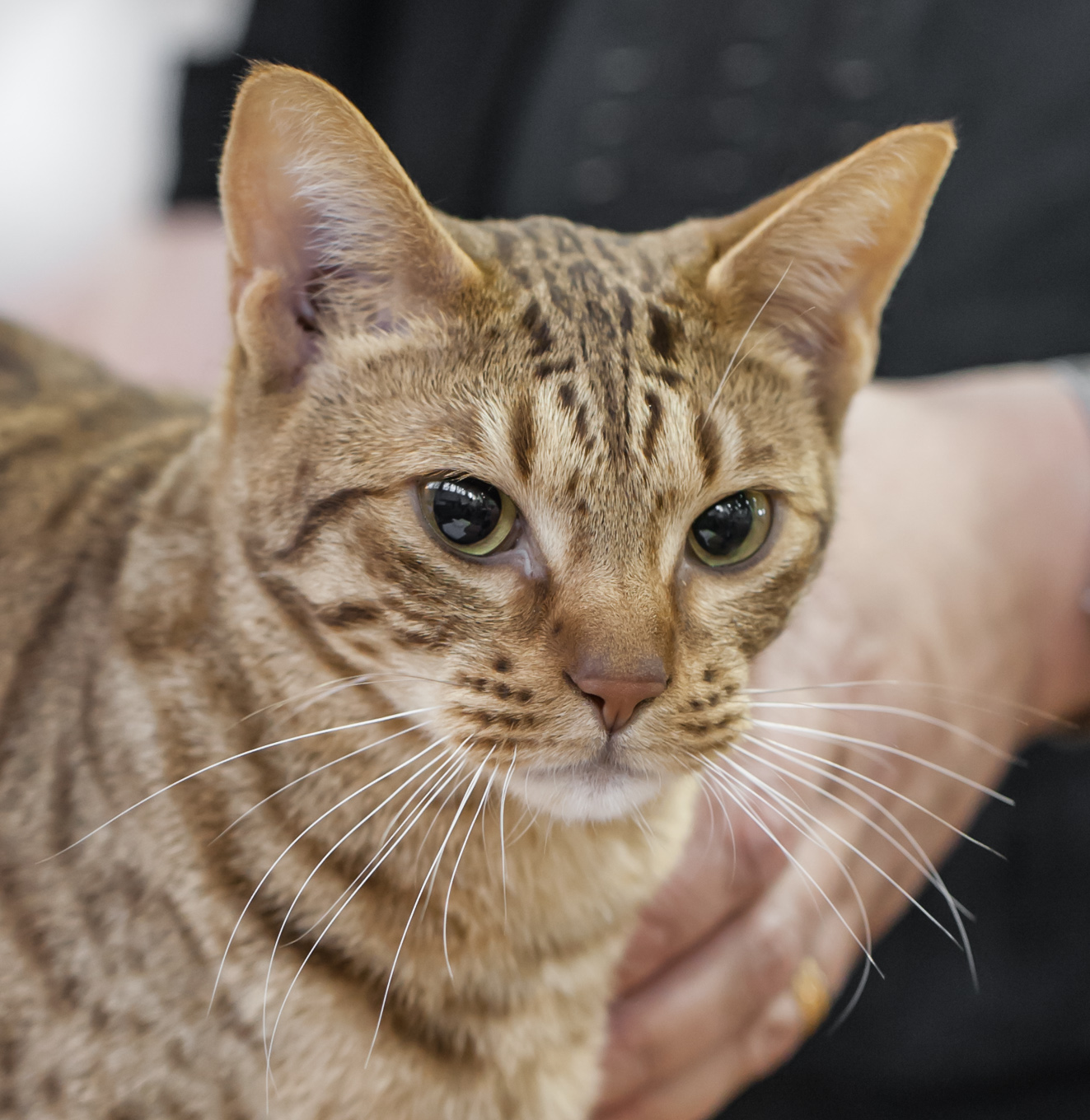
Un ocicat chocolat spotted tabby.

#### Robe cannelle
Le cannelle, souvent appelé cinnamon, est une couleur rare chez le chat, décrite comme un brun roux clair, proche de la robe de l'écureuil roux. Chez l'abyssin, cette robe est appelée sorrel. La robe cannelle sous toutes ses formes représente moins de 1 % des chats de races enregistrés par le LOOF entre 2003 et 2012.

### Roux

#### Robe rousse

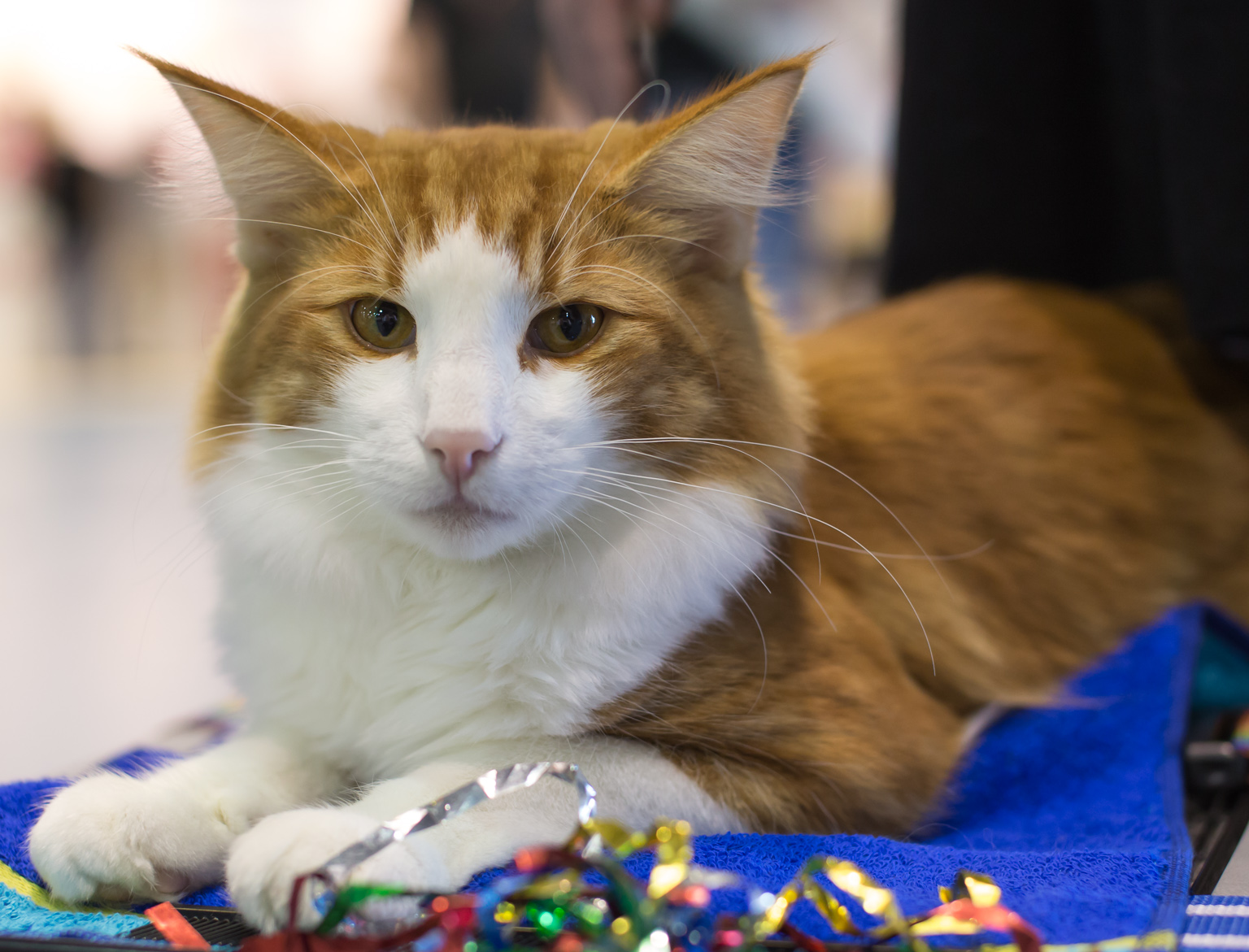
Un norvégien roux.

La couleur rousse est toujours d'apparence tabby. La robe rousse représente 1 % des chats de races enregistrés par le LOOF entre 2003 et 2012.

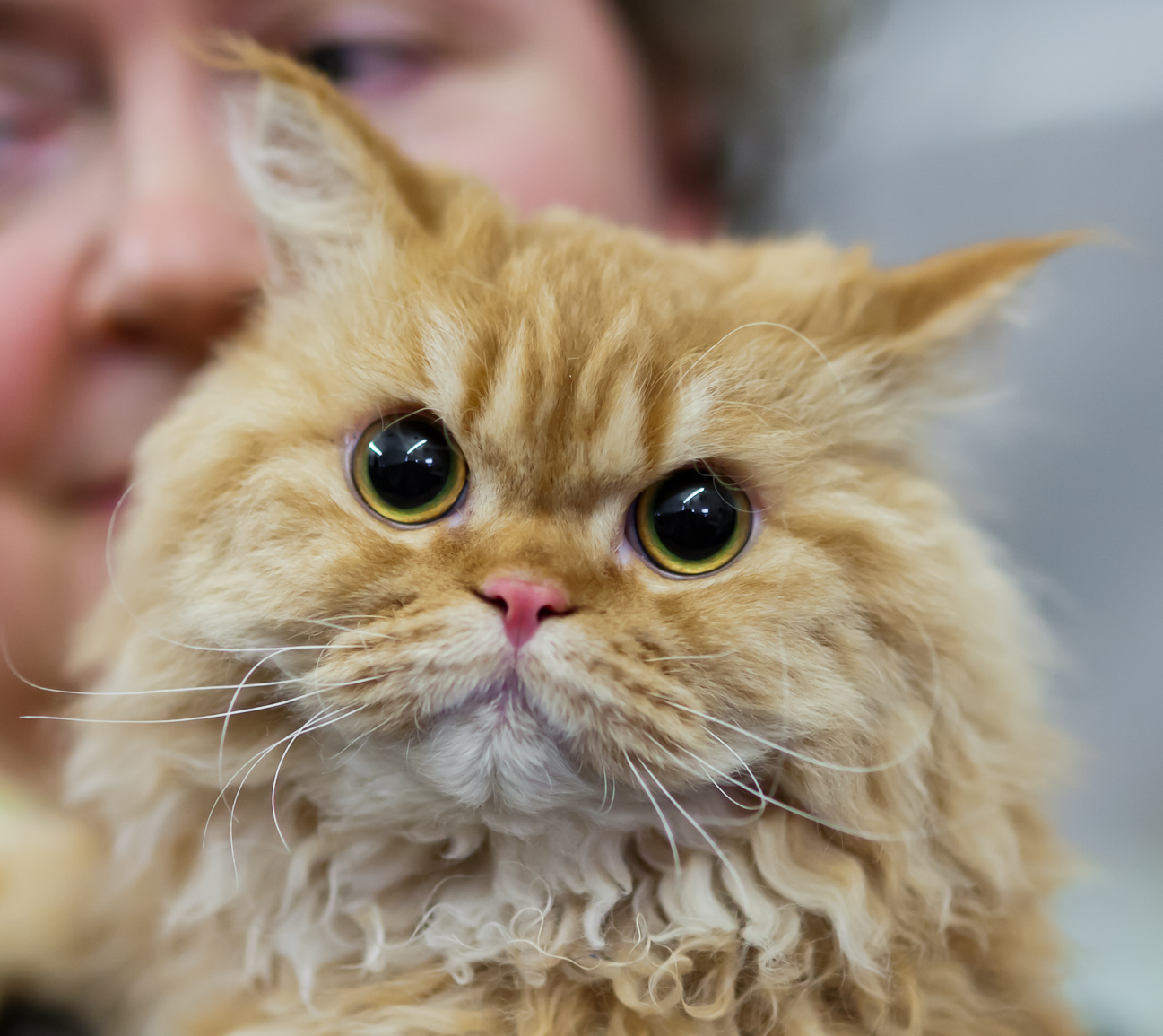
Un selkirk rex red tabby.
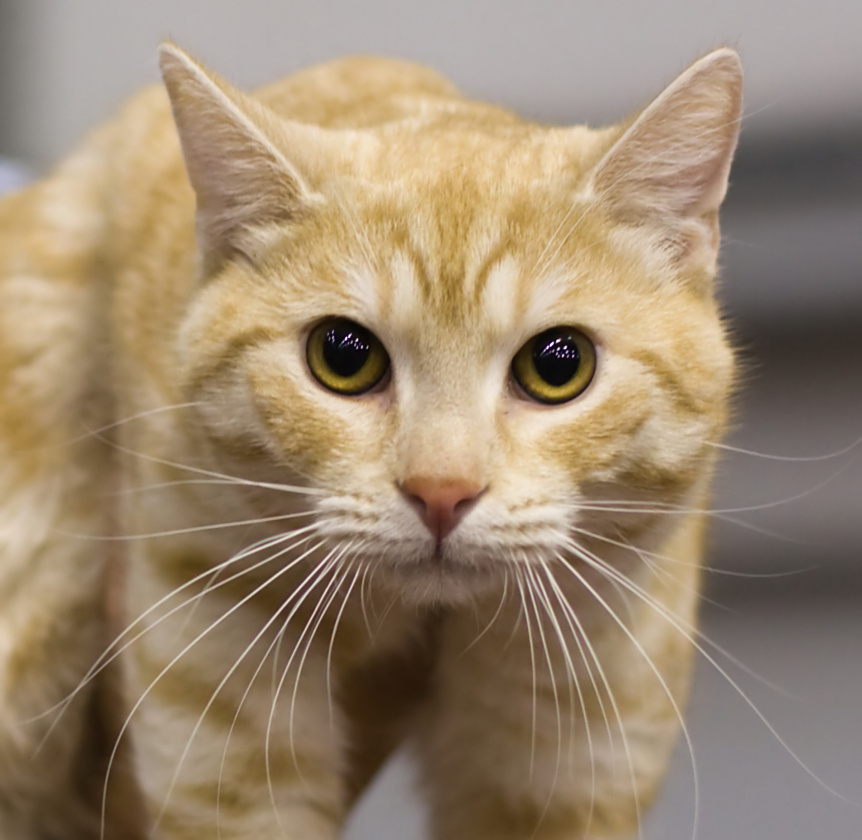
Un european shorthair red silver tabby.

#### Robe écaille de tortue
Le gène orange étant situé sur les chromosomes sexuels, une femelle hétérozygote aura un mélange de roux et d'une des trois variantes de brun. Cette couleur est appelée écaille-de-tortue ou simplement tortie.

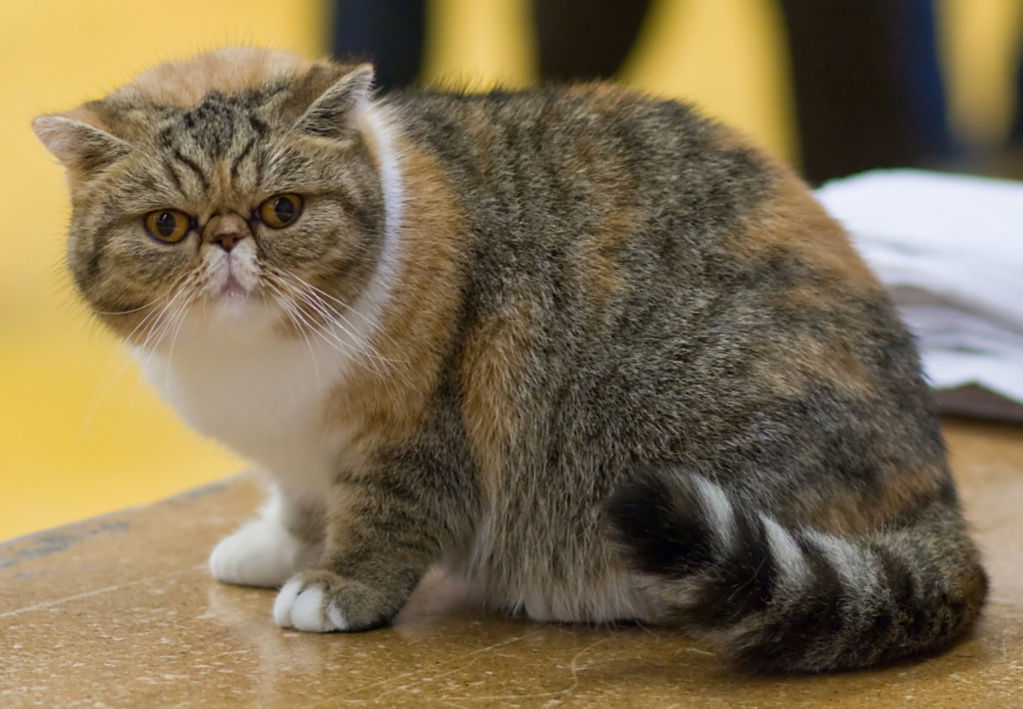
Exotic shorthair écaille de tortue tabby et blanc
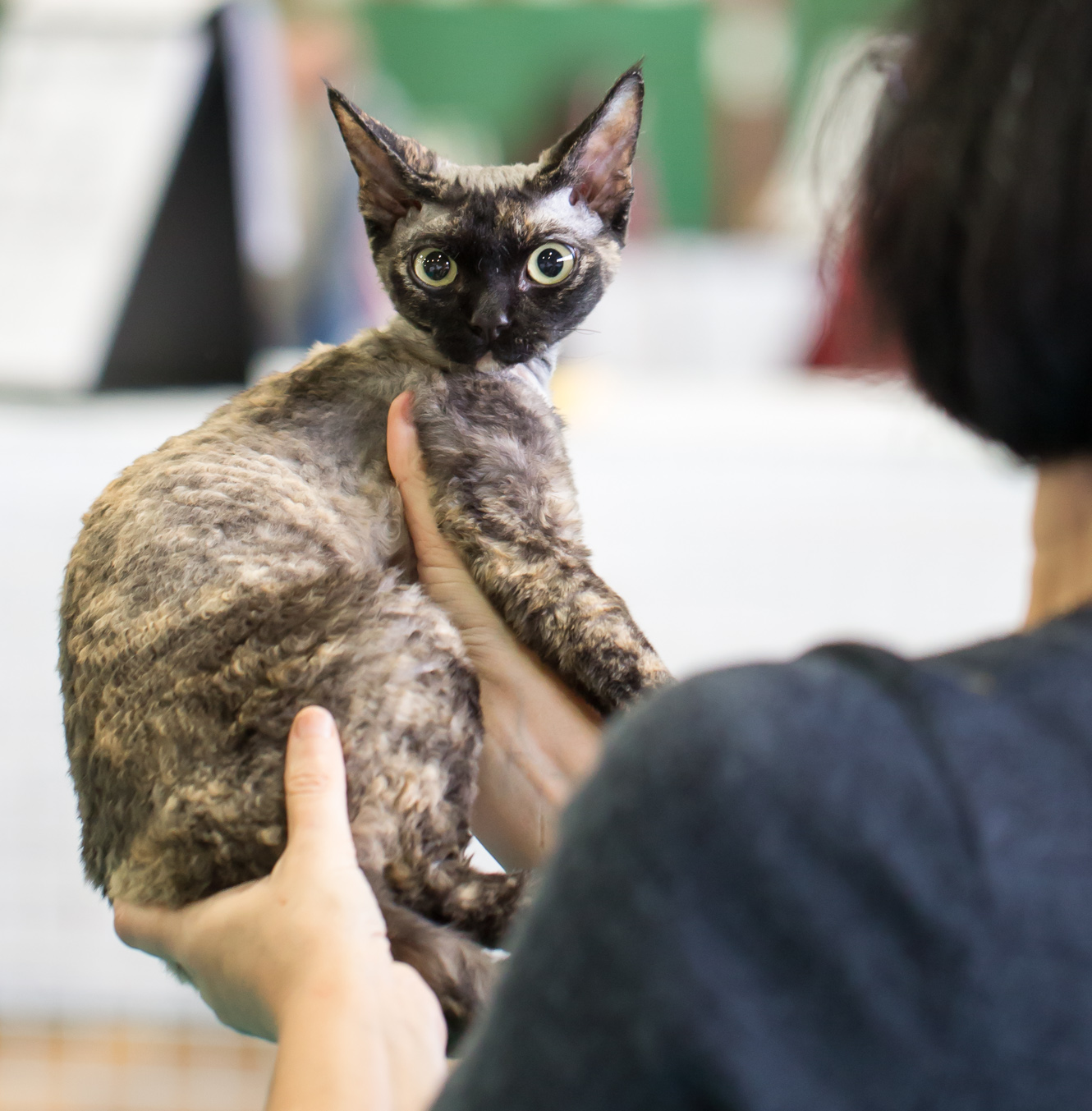
Un devon rex écaille de tortue.

## Couleurs diluées

### Bleu
La couleur bleue est la dilution de la robe noire. Bleu signifie de couleur grise. Il s'agit d'une couleur populaire, notamment en France où elle est portée par le chartreux. Le bleu uni représente 14,6 % des robes de chats de races enregistrés par le LOOF entre 2003 et 2012.

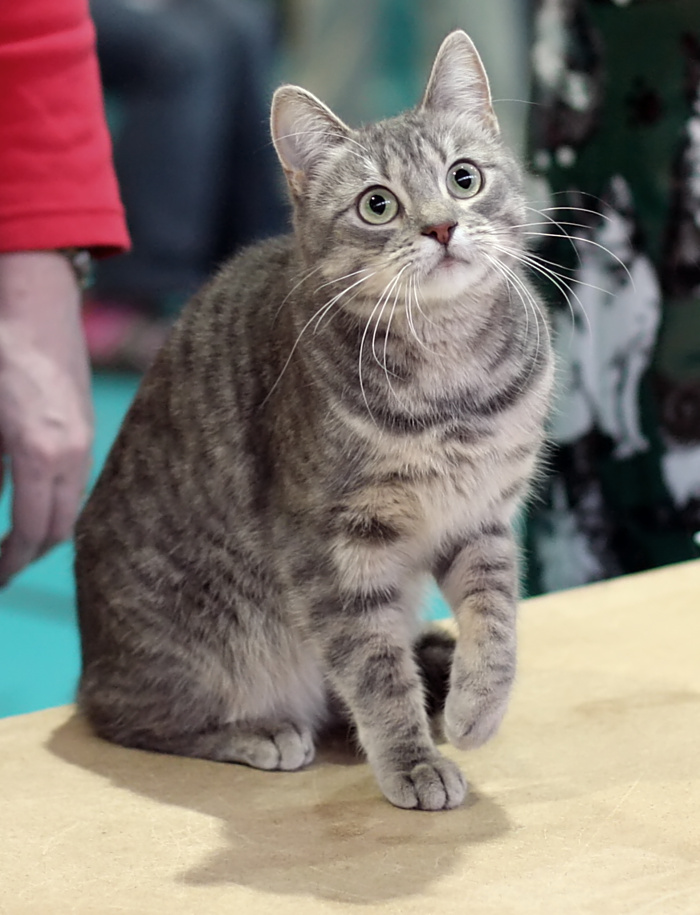
European shorthair blue mackerel tabby.
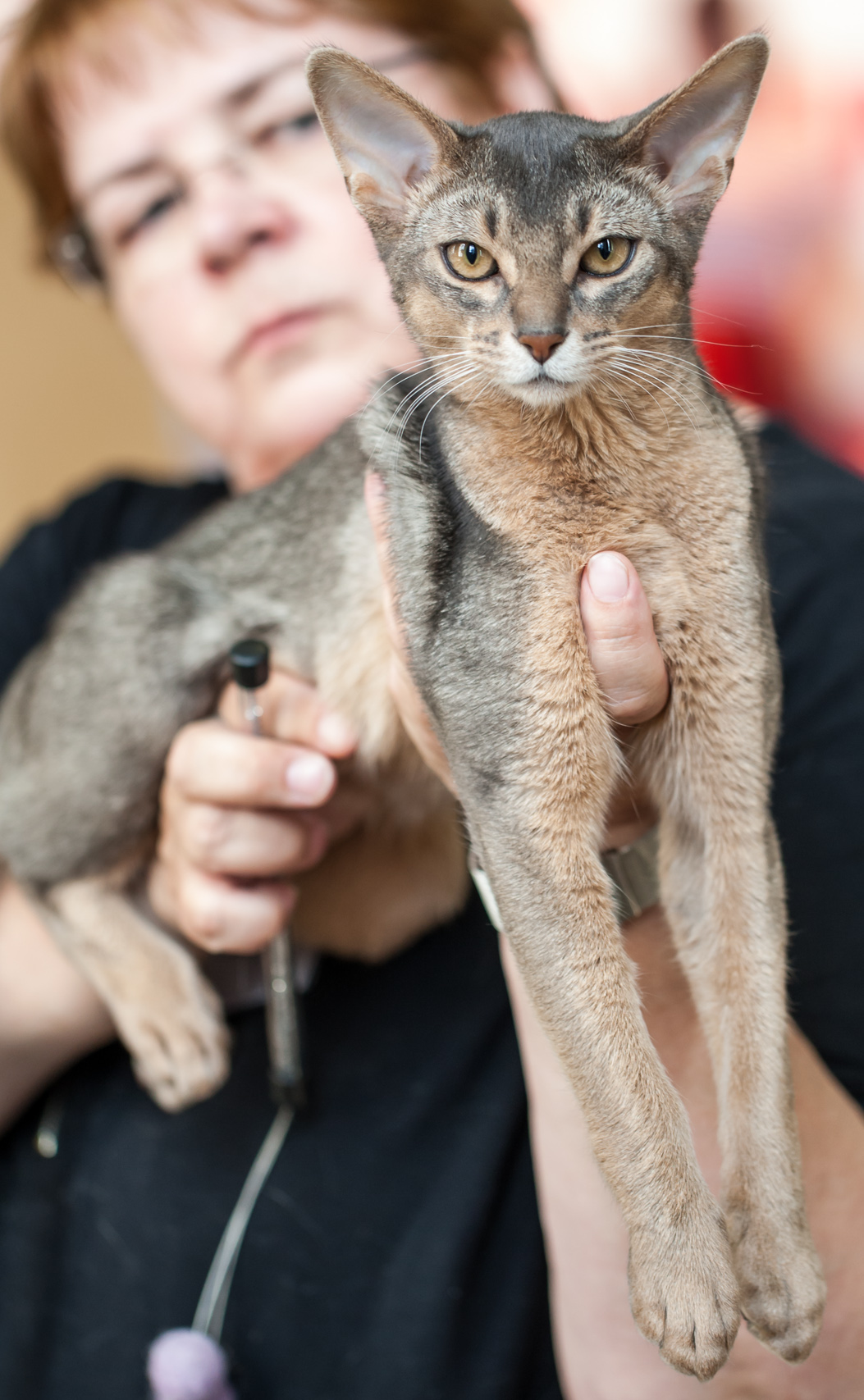
Un abyssin blue ticked tabby.
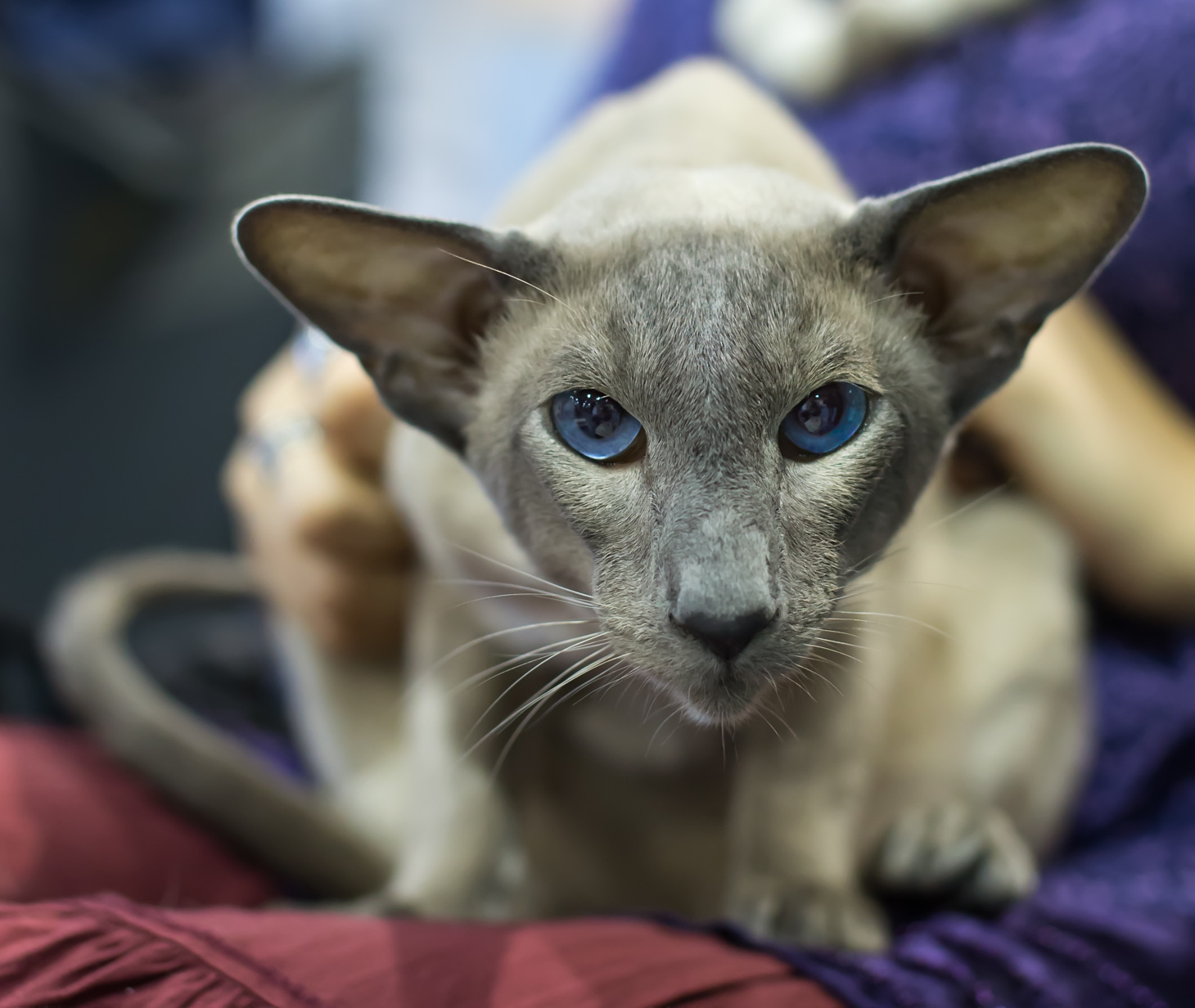
Un siamois bleu.

### Lilas

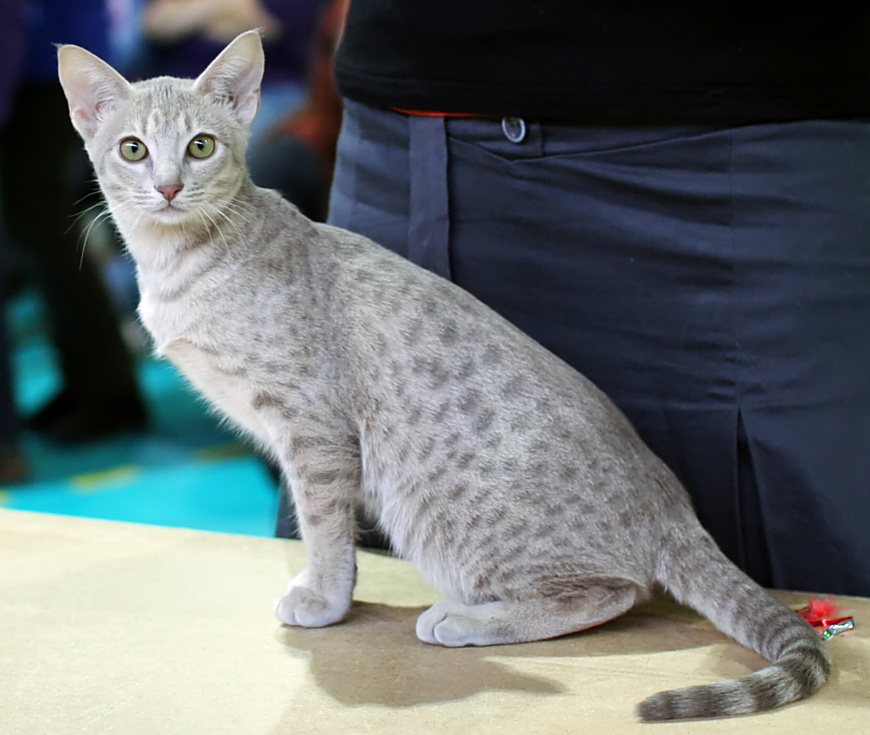
Un ocicat lilas.

Le lilas est la dilution de la couleur chocolat. Il s'agit d'un gris rosé très pâle.

### Faon
Le faon (ou fawn) est un marron chaud et clair. Le faon est la dilution de la couleur cannelle.

### Crème

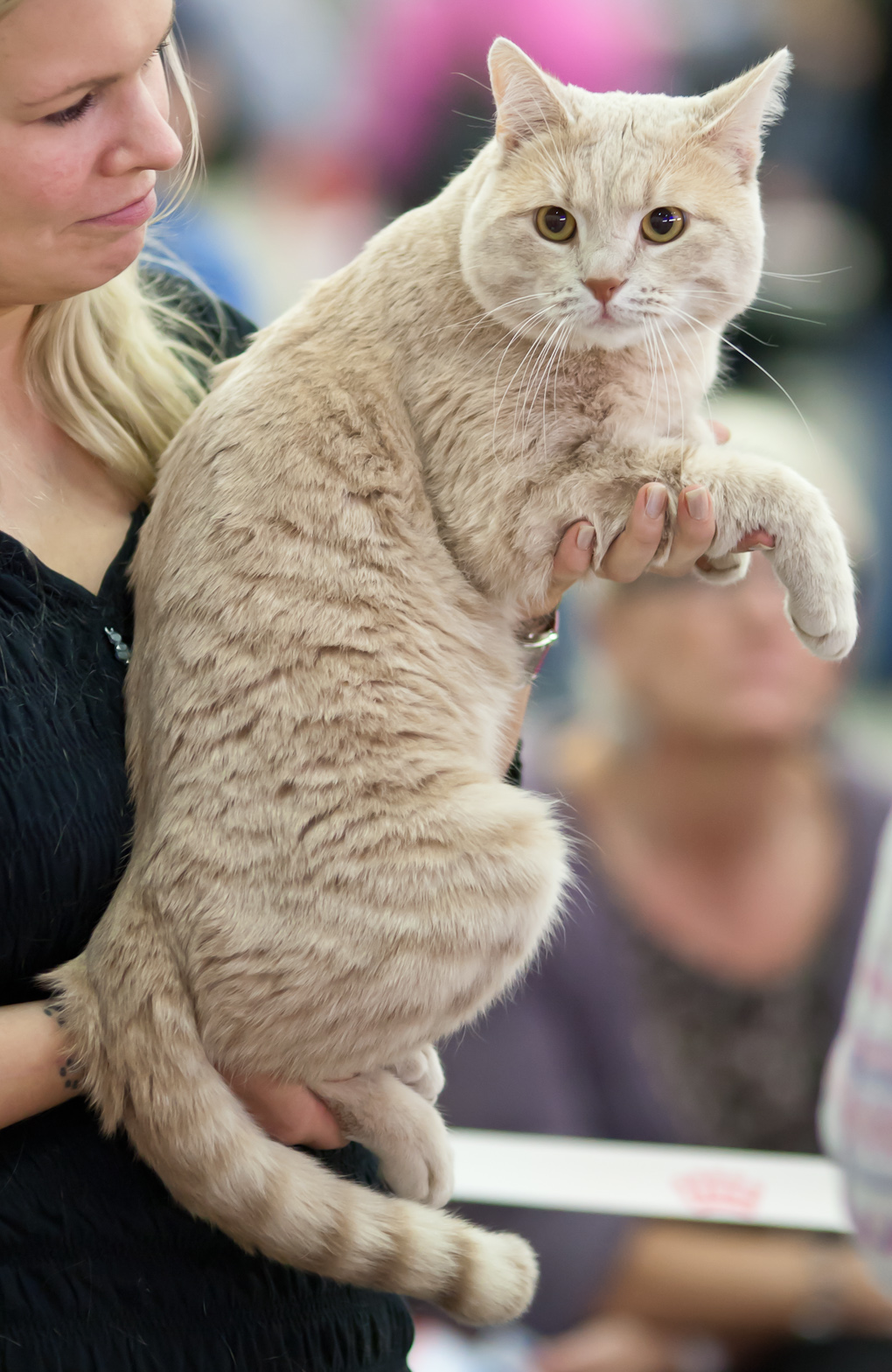
Un european shorthair crème tabby.

Le crème est la dilution de la couleur rousse. Il s'agit d'un beige rosé. Tout comme le roux, il peut s'associer au trois couleurs diluées du brun (le bleu, le lilas et le faon).

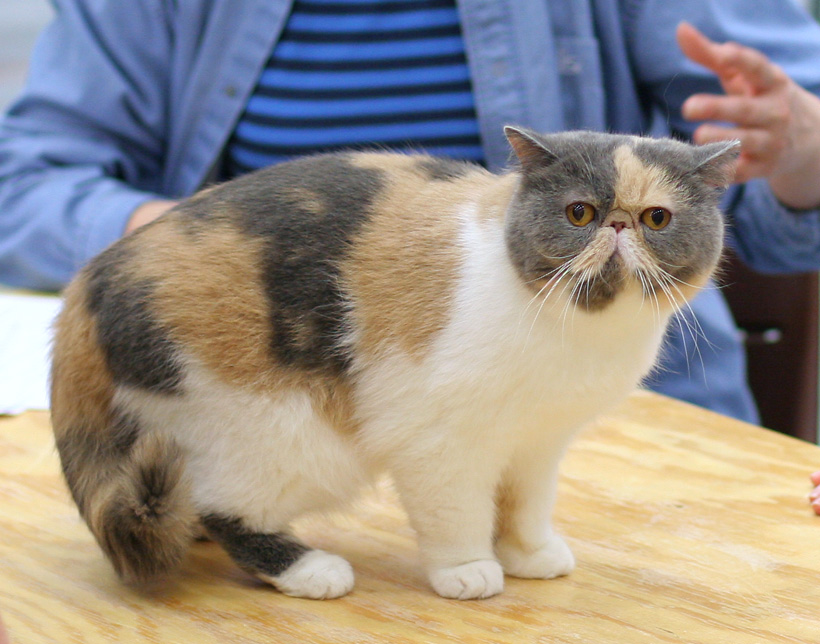
Un exotic shorthair écaille bleu.
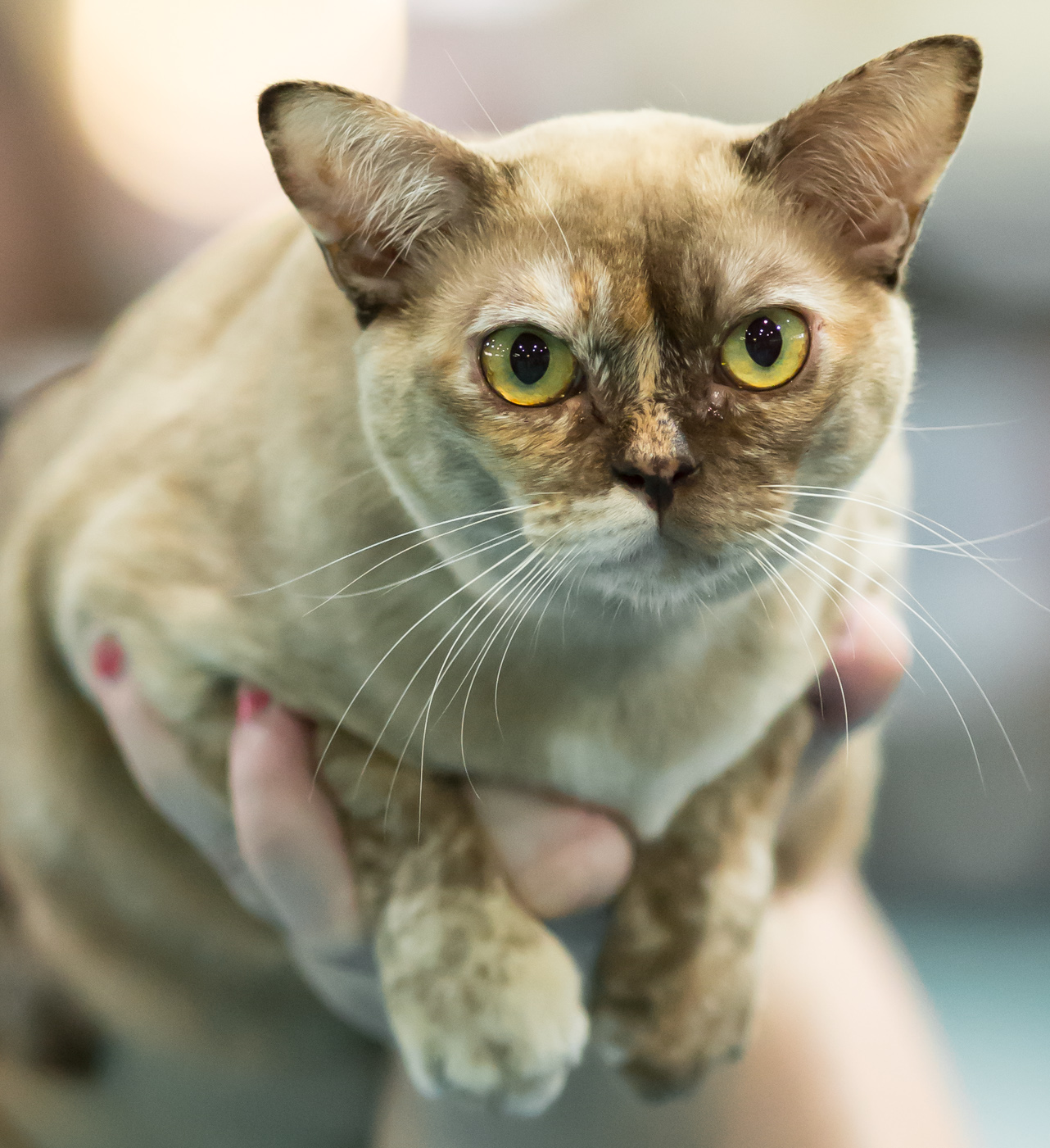
Un burmese européen écaille chocolat.